# Ceratosaurier
Ceratosaurier (av nylatin: Ceratosauria, "hornödlor") är en grupp av theropoder vilka definieras som alla rovdinosaurier som delar en mer nylig, gemensam förfader med Ceratosaurus än med fåglar. För närvarande är de flesta inte överens om hur arter skall listas eller hur beskaffenheten hos diagnostiken är inom Ceratosauria. De flesta genomförda analyserna på theropoder har dragit slutsatsen att gruppen endast bör inkludera ceratosauriderna (exempelvis Ceratosaurus och Genyodectes) och abelisauriderna (exempelvis Carnotaurus och Abelisaurus). Traditionellt så har familjen dilophosauridae och överfamiljen coelophysoidea även inkluderats inom Ceratosauria, men detta stöds inte av de senaste analyserna.